# 银行区

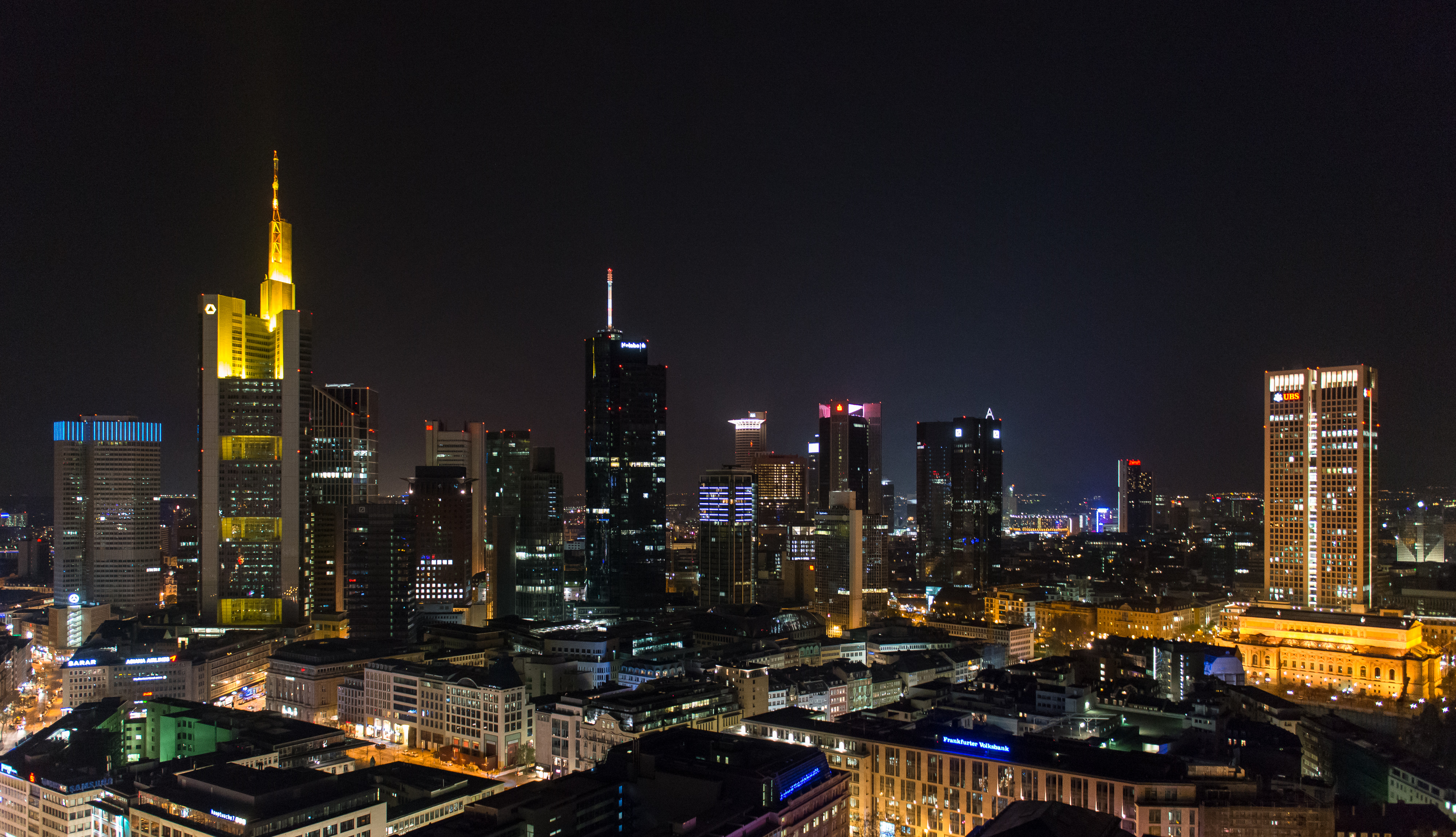
银行区的摩天大楼群夜景

银行区（德語：Bankenviertel），是德国法兰克福的中心商务区，是欧洲其中一个最重要的商业区，与法国巴黎的勒地方士和英国伦敦的金丝雀码头齐名。

## 建筑列表
- 美茵塔
- 日本中心
- 德国商业银行大厦（现在的德国第一高楼）
- 伽利略大厦
- 特里亚农大厦
- Skyper大厦
- 德意志银行双塔
- 城西之塔
- 欧元塔_(法兰克福)
- 花园塔楼
- 歌剧院塔楼